# Standard Radio & Telefon
Standard Radio & Telefon AB var ett svenskt företag som tillverkade telekommunikationsutrustning, radarbaserad flygledningsutrustning och datorer.

## Företagshistoria
Standard Radiofabrik inledde sin verksamhet den 16 december 1938 i Johannesfred i Bromma under namnet Standard Radiofabrik som ett dotterbolag till ITT i USA. Företaget ändrade 1956 namnet till Standard Radio och Telefon AB (SRT) för att markera att tillverkning även omfattade utrustning för telefoni.
I början på 1960-talet blev lokalerna vid Bällsta bro och Ulvsunda för trånga och företaget köpte upp en tomt i Veddesta industriområde, där de lät bygga ett kombinerat kontors- och fabrikshus. Den 1 juni 1964 invigdes den nya fastigheten av landshövdingen Erik Westerlind och ITT-chefen Harold S. Geneen.
1971 bröts datadelen av Standard Radio och Telefon ut och det nya företaget fick namnet Stansaab. Bolaget kom att ägas av Svenska staten, Saab-Scania och ITT.
ITT avvecklade sitt engagemang i Stansaab år 1973. Samma år överfördes Facits terminaldel till Stansaab.
Datasaab-divisionen från Saab-Scania (i Linköping) och Stansaab (i Barkarby) slogs ihop 1978 i företaget Datasaab AB. Ericsson-koncernen bildade företaget EIS (Ericsson Information Systems) 1981 bl.a. med Alfaskopdelen från Datasaab AB. Radardatasystem (Ledningssystem) gick till SRA.

## STRIL

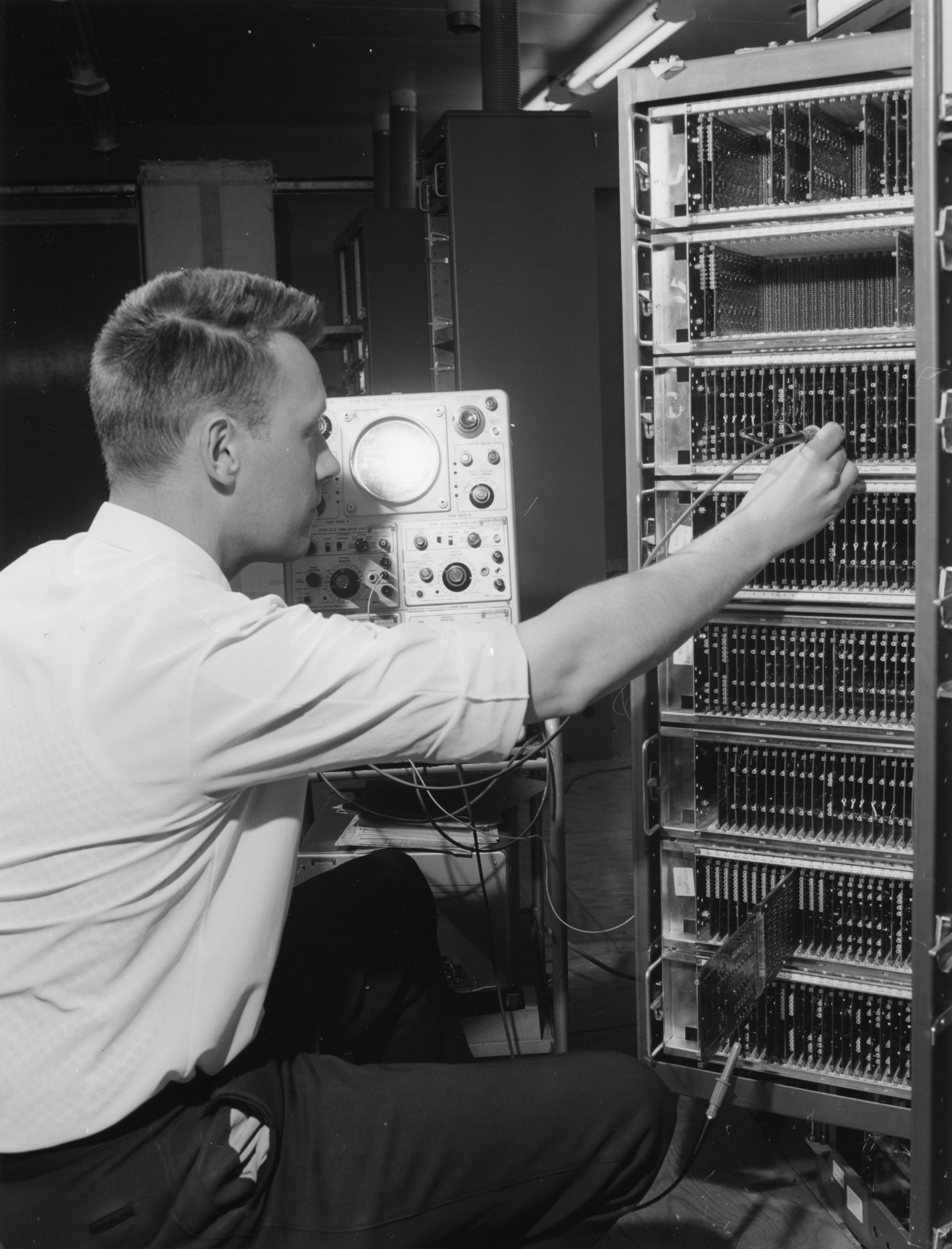
Sture Janson trimmar räknekretsar i en Censor 120 från SR&T i fabriken i Ulvsunda industriområde. (Bild från Televerkets tidskrift Tele nr 4 1964.)

Företaget levererade flera delsystem till flygvapnets STRIL-system. Första stora ordern var på Indikatorsystem m/59 för flygvapnets PS-08 radarstationer som vanns i konkurrens med etablerade utländska aktörer som Decca och Marconi. Systemet var i grunden analogt men med vissa delar uppbyggda med digitalteknik. Systemet skulle ge stöd till operatörena på radarstationen inom stridsledning, luftbevakning, presentation och kommunikation.

### STRIL 60
Det stora genombrottet för den militära avdelningen hos Standard Radio & Telefon kom i samband med utbyggnaden av STRIL 60. När Marconi hade fått ordern för de nya Luftförsvarscentralerna för STRIL 60 som skulle baseras på digitaltekniska lösningar, var den rådande uppfattningen att Decca skulle få ordern på radargruppcentralerna baserade på analog teknik som tröst. KFF anmodade Standard Radio & Telefon att lämna in en offert på radargruppcentraler baserade helt på digital teknik, då man kunde vissa upp en prototyplösning i labmiljö så fick man ordern den 18 november 1961.
För användning som centraldator i de nya centralerna utvecklade man den befintliga Censor 120 till en riktig programminnesstyrd dator, som försågs med ett arbetsminne på 4096 ord med 40 bitars ordlängd. För att den skulle hinna med att utföra de stora mängderna trigonometriska beräkningarna som krävdes för stridsledningen så försågs datorn med ett snabbminne med dioder för makroinstruktioner till beräkningar som utfördes ofta. Den färdiga datorn fick namnet Censor 220, den kompletterades med en Facits DS 9000 som satellitdator i centralerna.
För att öka kapaciteten i radargruppcentralerna så beställde KFF 1967 en uppgradering med den nyutvecklade Censor 932 som hade 32-bitars ordlängd och en liknande arkitektur som IBM 360.

## Civil flygledning

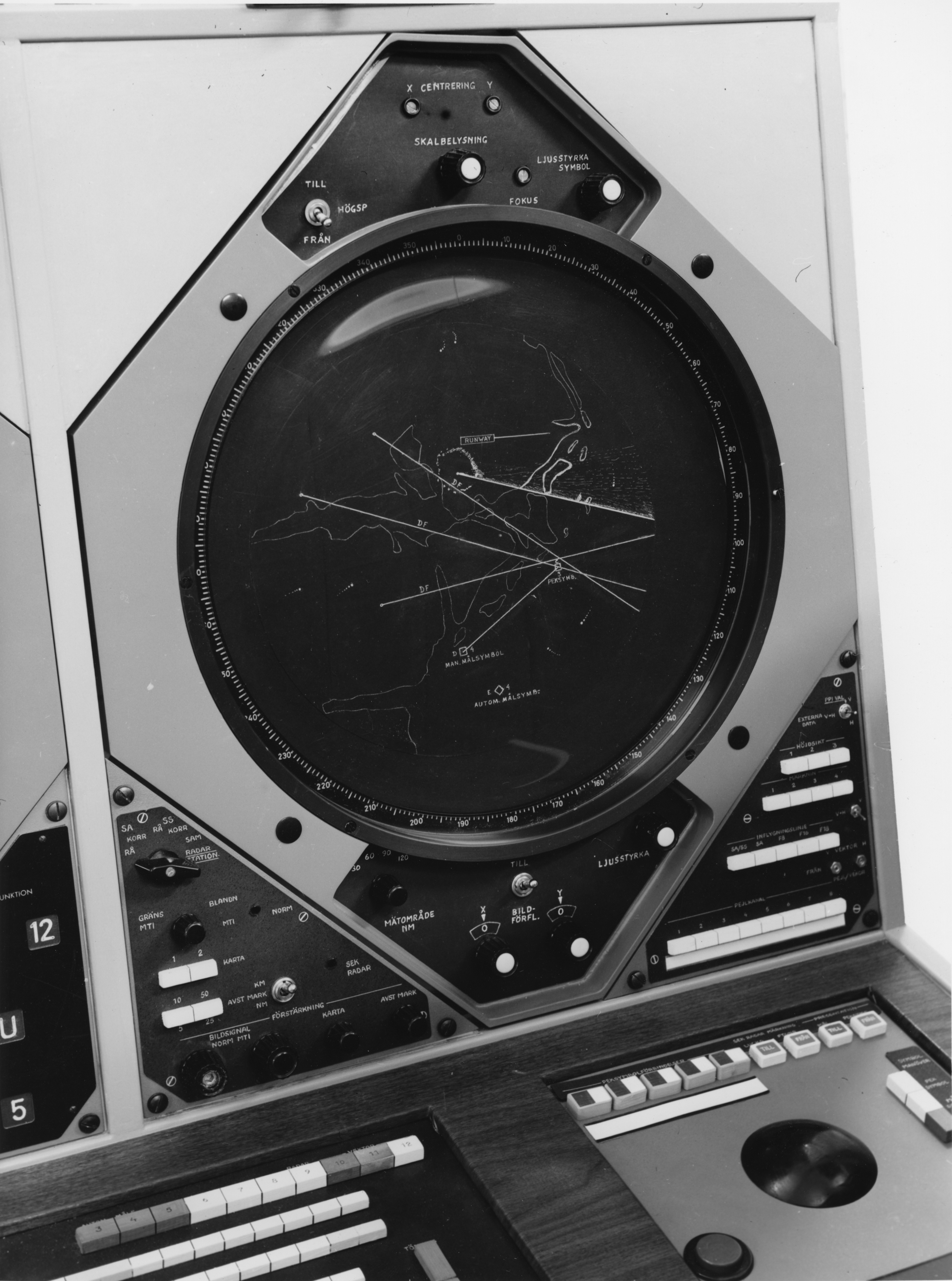
Plan polär indikator på Arlanda tillverkad av Standard Radio & Telefon cirka 1965.

Under tiden som SRT utvecklade radargruppcentralerna till STRIL 60 planerade Luftfartsverket att datorisera den då ganska nya flygplatsen Arlanda och man lade en beställning på ett civilt trafikövervakningssystem år 1963. Detta fick namnet Arlanda ATC (Air Traffic Control), levererades år 1965 och var baserat på samma teknik som radargruppcentralerna använde, med styrkulor, PPI och målföljning med hjälp av datorn Censor. För civil flygtrafikledning utvecklades en korrelator/extraktor för sekundärradar så att de civila flygplanen kunde identifieras med transponder.

## Alfaskop

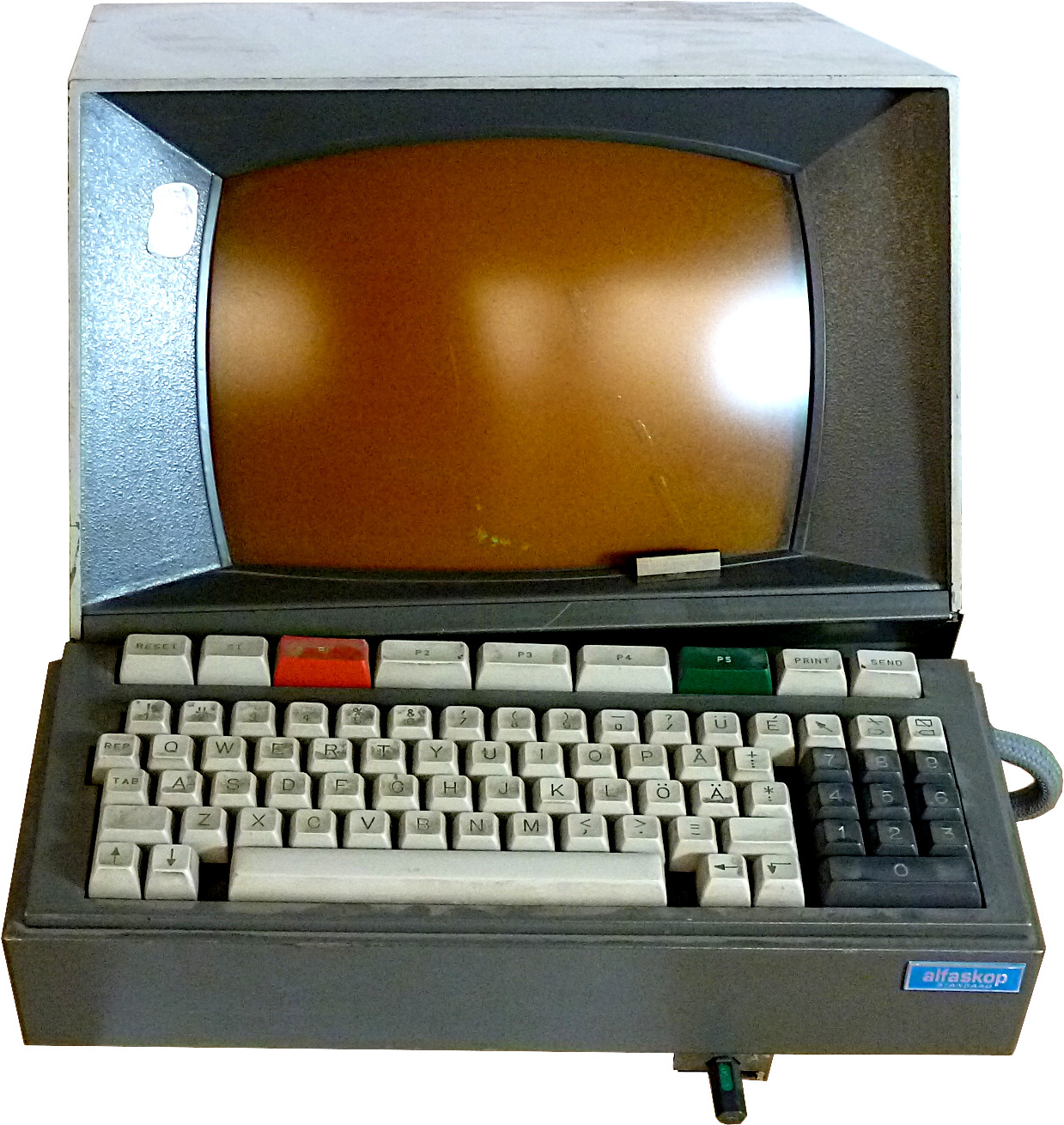
Alfaskop 3100 var den första Alfaskopterminalen som introducerades 1969.

Företaget började 1969 sälja bildskärmsterminalen Alfaskop som var en av företagens mest lönsamma produkter och som levde kvar som ett självständigt varumärke efter att företaget inlemmats i Stansaab, Datasaab och Ericsson.

## Militär radiomateriel

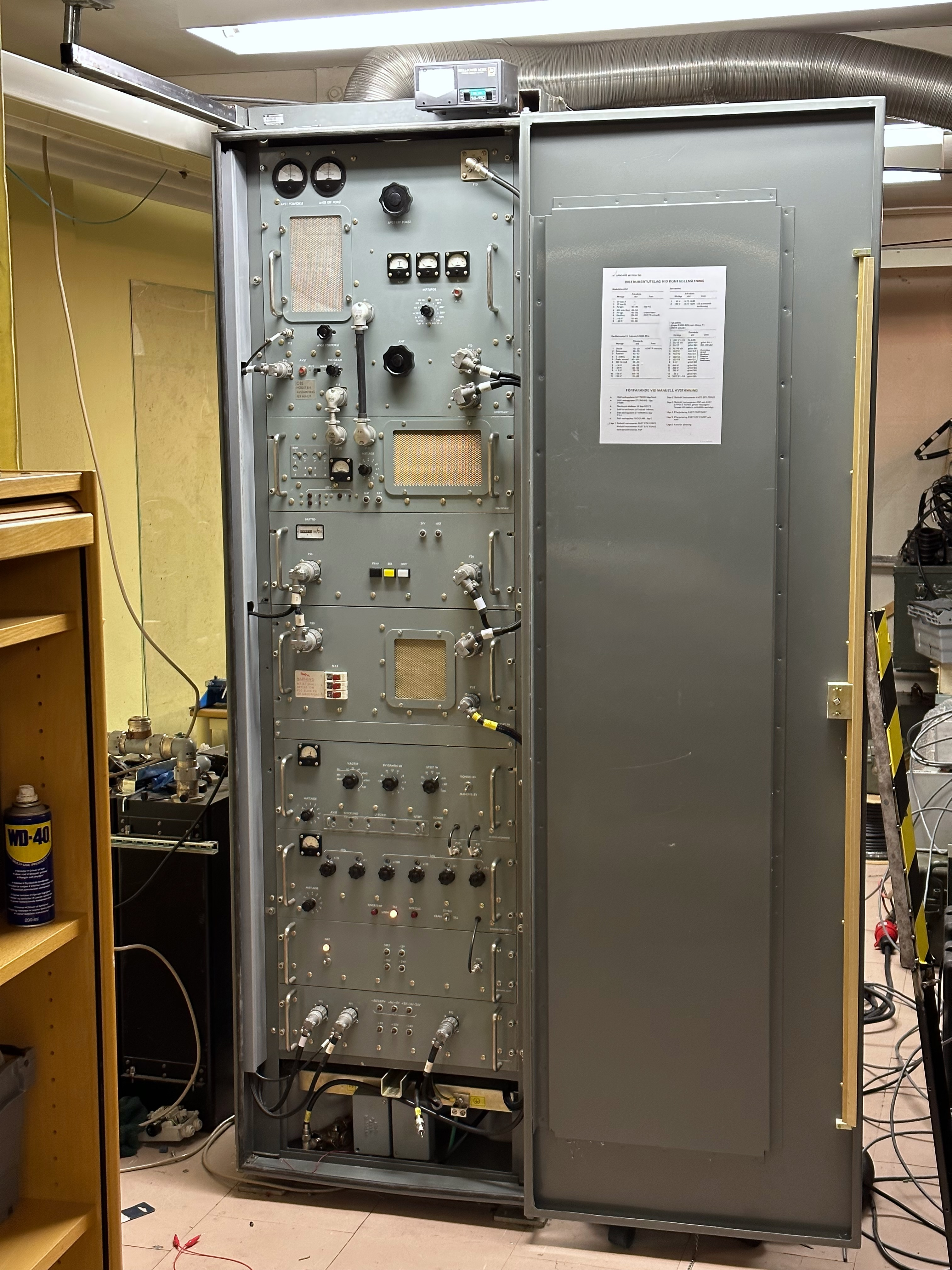
En SRT CT1000-sändare som idag används till amatörradio.

Redan från början utvecklade SRF militära radiosändare och mottagare.  
En tidig konstruktion var sändaren CT100 med beteckningen 75 W Tp m/43. Senare kom fartygssändaren ST450 att modifieras till utförandet CT450 vilket ingick i den mobila radiostationen Ra620. 
Under mitten av 1960-talet utvecklades mottagaren CR1000  och 1 kW sändaren CT1000 som medgav enkelt-sidbandskommunikation (SSB). Tillsammans med felkorrigeringsenheter (ARQ) från Philips kom produkterna att ingå i stab-stab radio-systemet i den svenska armén. CT1000 kom att exporteras till ett antal länder i Medelhavsområdet. 
I slutet av 1960-talet initierades utvecklingen av helt halvledarbestyckad materiel; "System 300" som var mottagare, "System 400" som var en 400 W effektförstärkare, samt "System 500" som var styrsändare. Dessa hade utvecklats i samarbete med militära användare i Norden samt även med civila användare som Televerket. Det danska Søværnet och svenska Televerket blev de första användarna av den nya materielen, tätt följda av Flygvapnet. 
Mottagarserien CR300 och styrsändaren CTD500 såldes i stora kvantiteter till det svenska försvaret och Televerket. De exporterades även för civila användningar som t.ex. radiostationer på ambassader och liknande ändamål. Genom sin driftsäkerhet blev de mycket långlivade; de sista System 400/500 togs ur drift i Sverige c:a 2010 och de används fortfarande i Danmark. 
SRT utvecklade sedan två ytterligare versioner, "System 90" och "System 91".Dessa kom att produceras i betydligt mindre antal.  
Under början av 1980-talet utvecklas också det helautomatiska kortvågsradiosystemet ARTRAC (Automatic Radio TRAffic Controller) för militära intressenter. 
Sedan SRT förlorat upphandlingen i slutet av 1980-talet för Försvarsmaktens nya kortvågssystem FGR90/KV90/HF2000 till Marconi, inställdes all vidareutveckling. 
SRT producerade även materiel för flygradiobruk i VHF/UHF-områdena. Tidigt utvecklades AM-stationerna RK-01 och RK-02, vilka kom att användas i nära 50 år av Flygvapnet. 
För exportmarknaden utvecklades stationerna GTA-40 och GTA-60. 
När prestanda i radiosystemen ingående i STRIL 60 skulle förbättras, utvecklade SRT under 1970-talet effektförstärkarna EF-202 för VHF, och EF-204 för UHF, med uteffekterna 2 resp. 1 kW.

## Civil radiomateriel
Redan före andra världskriget hade SRF utvecklat materiel till den civila fartygsradiomarknaden. Huvudsändaren ST300, mottagaren SR50 samt reservsändaren GS200 ingick i Telegrafverkets ordinarie sortiment av fartygsstationer för uthyrning. Efterkrigssändaren ST450 och mottagarna ML46 och MK46 hade utvecklats på Telegrafverkets uppdrag och kom att monteras i de flesta svenska fartyg avsedda för oceanfart. Denna materiel var enkel och oöm och fick därför ett gott rykte. Den kom även att exporteras, ofta under varumärket "IMCO" eller "ITT Marine". 
I slutet av 1950-talet utvecklade SRT en ny mottagare, SR25  och fartygssändaren ST1200, vilken hade åtskilliga drag gemensamma med CT1000. ST1200 blev en stor framgång, och fick efterföljare i ST1400, ST1600/1610 och ST1680, vilka tillverkades ända till slutet av 1980-talet. Mottagaren CR300 kom att anpassas till marinradioändamål och förekom ofta på större svenska handelsfartyg. 
I mitten av 1980-talet utsattes SRT för svår konkurrens från främst dansk radioindustri, och för att möta denna så utvecklades den nya serien av huvudsändare STR900. Denna var helt halvledarbestyckad och avsedd för delat montage mellan brygga och apparatrum. Dock blev efterfrågan på denna inte så stor som väntat. Inte heller militärvarianten CTR860 fann någon större avsättning. 
Sedan SRT sålts av ITT till det franska konglomeratet Alcatel i början av 1990-talet och sedan splittrats, kom radioverksamheten att reorganiseras i Standard Radio Systems AB (SRS) och Standard Radio Marine AB (SRM). Det sistnämnda fick en stor exportframgång med sin fartygsradiostation STR2000, vilken var specialkonstruerad för att möta kraven i GMDSS-systemet. 
Stora volymer av STR2000 såldes inför att GMDSS skulle bli obligatoriskt 1 februari 1999, och amerikanska Raytheon kom att visa intresse för företaget. De privata ägarna sålde det då, och SRS samt SRM blev dotterbolag till Raytheon. I samband med en rationalisering inom Raytheon efter millennieskiftet beslöt ägarna att avveckla utveckling och produktion i Sverige och flytta kvarvarande verksamhet till sitt tyska dotterbolag Anschütz i Hamburg. 